# Christoph von Rantzau
Christoph von Rantzau (* ~1623 auf Gut Schmoel; † 16. Januar 1696 in Köln) war ein Gutsbesitzer, der 1666 und 1686 Hexenprozesse gegen seine Bauern führte und sie 1688 als erster Gutsherr in Holstein aus der Leibeigenschaft befreite.

## Leben
Christoph von Rantzau war der einzige seine Eltern überlebende Sohn von Heinrich von Rantzau (1590–1644) und Ida von Pogwisch (1605–1659). Sein Vater war Statthalter des dänischen Königs in Glückstadt und Besitzer der Adeligen Güter Schmoel, Hohenfelde und Övelgoenne in Holstein, sowie Højbygård und Hvolgaard in Dänemark. Övelgönne und Hvolgaard hatte die Mutter in die Ehe eingebracht. Nach dem Tod ihres Ehemannes besaß sie die alleinige Verfügungsgewalt über dessen gesamten Besitz.
Rantzau besuchte zunächst die Ritterakademie Sorö und begab sich 1645 zum Studium nach Leiden. Auf dem Weg dorthin wurde er in Münster Zeuge der Friedensgespräche, die den Dreißigjährigen Krieg beenden sollten, und nahm erste Beziehungen zu Jesuiten auf. Nach kurzer Zeit setzte er seine Studien in Amsterdam fort und widmete sich dort vor allem den Kirchenvätern. In den Niederlanden beeindruckte ihn die dort praktizierte religiöse Toleranz. 1647 kehrte er nach Hause zurück. 1649 ging er auf die Universität Helmstedt, an der der in der lutherischen Orthodoxie als Synkretist verschriene Ireniker Georg Calixt lehrte.
In erster Ehe heiratete Rantzau Salome Rantzau aus Knoop († um 1675). Die Ehe blieb ohne Nachkommen.

### Konversion zum Katholizismus
Im Herbst desselben Jahres 1649 begab Rantzau sich nach Rom, um am Jubeljahr 1650 teilzunehmen. Wie seine Cousine Elisabeth von Rantzau wenige Jahre zuvor, konvertierte er unter dem Einfluss Lukas Holstes zum Katholizismus. Calixt versuchte seinen Schüler mit einem Schreiben von diesem Schritt abzuhalten, den Rantzau mit Catholica epistola responsoria ad Georgii Calicti … dehortatoriam à fide catholica rechtfertigte. Sicher auch wegen dieser Konversion wurde Rantzau am 20. August 1651 in Wien von Kaiser Ferdinand III. in den Rang eines Grafen erhoben und wohl noch vor der Abreise am 29. August 1651 zum Reichshofrat mit Sitz und Stimme auf der österreichischen Herrenbank ernannt.
In den folgenden Jahren befand Rantzau sich meist auf Reisen. Da seine kaiserlichen Ämter nicht sehr einträglich waren, ihm als Katholik eine Karriere in Dänemark verwehrt blieb und er zudem finanziell von seiner Mutter abhängig war, bemühte er sich um eine Chorherren-Pfründe in Heidelberg, jedoch vergeblich. Nach dem Tod seiner Mutter prozessierte er jahrelang gegen seine Schwester Lucia Ölgard von Burchersroda geb. Rantzau (1635–1705) um die holsteinischen Güter. Erst nachdem diese ihm 1672 zugesprochen wurden, kehrte er nach Holstein zurück. Dank seines geschickten Wirtschaftens konnte er notleidende Konvertiten sowie die katholische Mission in Schleswig-Holstein und Skandinavien mit zahlreichen mildtätigen Stiftungen unterstützen.
1679 heiratete Rantzau in zweiter Ehe Hedwig Dorothea von Schleswig-Holstein-Norburg (1636–1692), eine Tochter des Herzogs Friedrich von Schleswig-Holstein-Sonderburg-Norburg aus dessen zweiter Ehe mit Eleonore von Anhalt-Zerbst. Sie war seit 1651 Stiftsdame im evangelischen Stift Gandersheim und seit 1665 Äbtissin und damit Reichsfürstin. Die Stelle als Äbtissin, die sie 12 Jahre innegehabt hatte, musste sie jedoch aufgeben, als sie im Juli 1678 zum Katholizismus konvertierte. Sie war daher völlig besitzlos, weil das Herzogtum ihres Vaters 1669 bankrottgegangen war. Der aufwendige Lebensstil, an den sie gewohnt war, passte nicht zu seiner Sparsamkeit. Sie lebten deshalb nicht lange zusammen, sondern begaben sich getrennt auf Reisen. Von Rom meldete die mittlerweile 45-jährige Hedwig Dorothea im November 1681 die Geburt des Sohnes Alexander Leopold Anton († 1747). Seinen ersten Namen erhielt er zu Ehren seiner Patin, der ebenfalls in Rom lebenden ehemaligen schwedischen Königin Christina aus dem Haus Vasa, die sich nach ihrer Konversion Maria Alexandra nannte. Rantzau blieb trotz der Versicherungen seines Schwagers Anton Ulrich von Braunschweig-Wolfenbüttel misstrauisch, ob das Kind sein Sohn war. Obwohl Hedwig Dorothea bei ihrer Rückkehr aus Rom schwor, das Kind sei ehelich, glaubte er ihr nicht. Es kam zum Zerwürfnis des Paares. Dorothea Hedwig zog mit dem Sohn nach Hamburg, wo sie 1692 starb. 1695 bestritt Rantzau offiziell die Vaterschaft und schloss den Jungen vom Erbe aus.

### Hexenprozesse und Leibeigenenbefreiung
1686 verurteilte Rantzau in drei aufsehenerregenden Prozessen (zwei in Schmoel, einer in Övelgoenne) insgesamt achtzehn Leibeigene wegen Hexerei zum Tode. Ausgangspunkt der Prozesse war eine Krankheit, die im März 1686 mehrere Bewohner der zum Gut Schmoel gehörenden Dörfer dahingerafft hatten. Zwei Frauen, Mette Schlan und Margrethe Harder, bezichtigten sich gegenseitig, die Krankheit durch Zauber hervorgerufen zu haben. Als der Ehemann der inzwischen ebenfalls erkrankten Margrethe Harder Anklage gegen Mette Schlan erhob, befahl Rantzau die Verhaftung und Befragung der Angeklagten. Den Protokollen dieser Verhandlung zufolge hatte er bereits 20 Jahre zuvor Hexenprozesse durchgeführt, in deren Folge mehrere Menschen verbrannt worden waren. Mette Schlan war bereits damals „besagt“ worden, aber freigelassen worden, weil ihr nichts nachgewiesen werden konnte. Diesmal „gestand“ sie, die Krankheit durch das Ausstreuen von Mutterkorn hervorgerufen zu haben, und nannte die Namen sechs weiterer Mittäter, darunter ihren eigenen Vater. Vier der Angeklagten wurden gefoltert und gestanden. Einem von ihnen gelang nach dem Verhör die Flucht aus dem Gefängnis. Die übrigen vier Angeklagten ließ Rantzau am Tag der Urteilsverkündung am 23. April 1686 erdrosseln und auf dem Scheiterhaufen verbrennen, obwohl sie ihre Geständnisse vor dem Giekauer Pastor Johann Christoph Linekogel widerriefen.
Nur wenige Tage später erschienen Einwohner der zu Rantzaus Gütern gehörenden Dörfern beim Gutsherrn und klagten rund 20 Personen wegen Schadenszauber an. Darunter waren Verwandte der bereits Hingerichteten und Personen, die einer der Angeklagten im ersten Prozess genannt hatte. Einige Beschuldige flohen aus dem Gutsbezirk, andere wurden verhaftet und gefoltert. Am 10. Mai verurteilte Rantzau schließlich elf Frauen und Männer Hexen, darunter den nach dem ersten Prozess Entflohenen, zum Tode und ließ sie am folgenden Tag erdrosseln und verbrennen. Pastor Linekogel und Pastor Claussen von Lütjenburg baten vergeblich wenigstens um das Leben derjenigen, die sich trotz Folter für unschuldig erklärten, darunter mit Siecke Sehmer eine Schwangere, deren Hinrichtung selbst im Hexenhammer verboten war. Drei Wochen später klagten Dorfbewohner vom Gut Övelgönne zwei Nachbarn der Hexerei an. Diese wurden der Wasserprobe unterzogen. Im Laufe der Verhandlungen kam es zu weiteren Verhaftungen. Schließlich wurden am 30. Juni 1686 drei angebliche Hexen verbrannt.
Spätestens Anfang Juni 1686 meldete Pastor Linekogel Rantzaus Hexenprozesse an den Generalsuperintendenten für den königlichen Anteil von Holstein, Hermann Erdmann. Rantzau versuchte, den Pastor bei dessen Patron Cai von Rantzau von Gut Neuhaus und beim Generalsuperintendenten zu verunglimpfen. Aufgrund der Angaben des Pastors stellten jedoch die Landesherren, Herzog Christian Albrecht und der dänische König Christian V., eine Untersuchung wegen „informellen Prozedierens“ an, denn als Gutsbesitzer stand Rantzau zwar die Hohe Gerichtsbarkeit über seine Leibeigenen zu, er hätte ihnen aber einen Rechtsbeistand stellen müssen. Vor allem waren Hinrichtungen ohne Geständnis und ohne Zeugenbefragung nach der Constitutio Criminalis Carolina rechtswidrig. Sein dänisches Gut Højbygård wurde von der Krone eingezogen.
Aus Angst vor den Konsequenzen seines Rechtsbruchs verließ Rantzau im September 1686 Holstein und begab sich nach Köln, um sich von dort aus um die Einstellung des Prozesses zu bemühen. Er appellierte sogar an das Reichskammergericht, weil er als Katholischer angeblich von den evangelischen Räten benachteiligt würde. 1688 erteilte er schließlich seinen sämtlichen Untertanen einen Freibrief, der sie aus der Leibeigenschaft befreite, wohl in der Hoffnung, dass seine Milde die Regierung ihrerseits zu einem gnädigen Urteil bewegen möge. Er wurde jedoch 1690 zu einer Geldstrafe von 20.000 Reichstalern verurteilt und verlor die Gerichtsbarkeit. Rantzau kehrte nicht wieder nach Holstein zurück. Da er die Strafe nicht zahlte, strengten der dänische König und der Herzog von Schleswig-Holstein-Gottorf erneut Prozesse gegen ihn an, so dass Rantzau sich schließlich gezwungen sah, seine holsteinischen Güter zu verkaufen. Seinen Besitz vermachte er etlichen Stiftungen für arme Katholiken und religiöse Institute, die er zum Teil noch in seinen letzten Lebenstagen ins Leben rief.
Der Freibrief an die Bauern wurde bereits 1695 widerrufen, als Rantzau seine Güter an Johann Georg von Dernath verkaufte. Zwar zogen die Bauern dagegen mehrmals vor Gericht, erhielten jedoch weder 1741 noch 1768–1777 Recht. Auf Schmoel endete die Leibeigenschaft erst um 1800.

#### Gedenken an die Hexenprozesse
Der „Schmoeler Hexenstein“ erinnert an die Hexenverfolgung.

### Erbstreit
1695 hatte Christoph von Rantzau die Vaterschaft an Alexander bestritten und diesen vom Erbe ausgeschlossen. Nach Christophs Tod kam es wegen des beträchtlichen Erbes zu Prozessen, die sich bis 1705 hinzogen. Christophs Schwester Lucie Ölgard von Burckersroda versuchte mit von ihr bestochenen Zeugen zu beweisen, dass Alexander nicht Christophs leiblicher Sohn sei, sondern ein Findelkind aus dem Hospital für Findelkinder Santo Spirito in Rom, wo jedes neue Findelkind mit dem „Kreuz des Heiligen Geistes“ am Fuß tätowiert werde. Auch die Jesuiten von Köln versuchten mit allen nur erdenklichen Mitteln, vollen Zugriff auf Christophs immenses Vermögen zu erlangen, obwohl dieser sie bereits mit „mehreren Millionen“ bedacht hatte, wie Alexanders Sohn Georg Ludwig Albrecht von Rantzau in seinen Memoiren berichtet. Alexanders Vormund Johannes Arragoni ließ ihm im Mai 1698 zu seinem eigenen Schutz in die Besserungsanstalt in Koudekerke einweisen. Erst im April 1699 wurde Alexander der Erziehung und Obhut des Herzogs von Braunschweig zu überlassen. Obwohl eine Untersuchung im Januar 1699 angeblich ergab, dass der Verdacht der Tante gerechtfertigt war, erreichte Arragoni, dass das holländische Gericht 1706 den holländischen Besitz des Grafen Christoph Rantzau provisorisch Alexander zusprach. 1713 folgte die endgültige Übertragung des Besitzes von Christoph Rantzau auf Alexander.

## Nachkommen
Alexander wurde im April 1699 am Wolfenbütteler Hof seiner Tante mütterlicherseits aufgenommen und erzogen. Leibniz schilderte in seinem Brief von 1699 an die Kurfürstin Sophie sein Gespräch mit Herzog Anton Ulrich über Alexander, der gerade in Wolfenbüttel angekommen war. Leibniz schloss den Brief mit der Einschätzung, dass die ganze Geschichte um den jungen Grafen voll von Merkwürdigkeiten und Romanhaftem sei. Alexander galt fortan als Sohn der Schwägerin des Herzogs und des Grafen Christoph Rantzau und damit als Familienmitglied. Er brachte es, nachdem er am 13. Dezember 1700 in Wolfenbüttel seine Ernennung zum Fähnrich der Leibkompanie erhalten hat, zwar nicht zum General, wie an vielen Stellen behauptet wird, erhielt jedoch 1707 seinen Abschied als Kapitän.
1702 heiratete Alexander Catharina Sophia von Hoym (1684–1748). Einer seiner sechs Söhne, Christoph Ferdinand Anton von Ranzow (1711–1802), machte Karriere als holländischer Oberstleutnant und Landdrost von Ceylon und hinterließ zahlreiche Nachkommen. Dessen Enkel Ludvig Carl von Ranzow (1787–1865) war Residenzsekretär in Madoera auf Java; sein Urenkel Ferdinand Heinrich von Ranzau war Gouverneur auf Java.
Alexanders Sohn Georg Ludwig Albrecht Graf von Ranzow (1714–1786) wurde französischer Feldmarschall und hat mit seinen Memoiren, insbesondere mit deren ersten Band, der Nachwelt eine reiche historische Originalquelle für weitergehende Forschungen hinterlassen.